# Nintendo DS
Nintendo DS (яп. ニンテンドーDS Нинтэндо: DS, сокращённо NDS либо DS) — следующее поколение карманных игровых консолей компании Nintendo после Game Boy Advance SP. Консоль была выпущена в 2004 году в Канаде, США и Японии.
Nintendo DS имеет дизайн «раскладушки» (первая версия очень похожа на Game & Watch) с двумя жидкокристаллическими экранами, причём нижний экран чувствителен к нажатию (англ. touch-screen) стилуса или пальца (рекомендуется использовать стилус), что используется во многих играх. Специальное покрытие экрана обеспечивает износостойкость, а прилагающийся к консоли стилус крепится на задней панели. Консоль имеет встроенный микрофон, который используется в некоторых играх для подачи голосовых команд либо обмена голосовыми сообщениями с другими консолями. Nintendo DS поддерживает стандарт беспроводной связи IEEE 802.11 (Wi-Fi), что позволяет организовать одновременное подключение 16 консолей, находящихся на расстоянии до 10—30 метров друг от друга. Для многих игр нескольким игрокам требуется только один картридж с игрой: используется функция Download Play, позволяющая загружать необходимую часть игры другими игроками у владельца картриджа. В приставке также имеются часы и будильник. Для настройки необходимого языка в игре зачастую необходимо изменить язык в самих настройках Nintendo DS.
Стереозвук Nintendo DS обеспечивает эффект объемного звука, поддерживается использование стереонаушников со стандартным разъемом TRS. Оригинальная гарнитура идет вместе с микрофоном.
С 26 января 2006 года доступна новая версия консоли — Nintendo DS Lite, отличающаяся меньшими размерами, улучшенным дизайном, а также более яркими экранами.
2 октября 2008 года в Токио была анонсирована Nintendo DSi — третья модель семейства Nintendo DS. Меньше толщина устройства, увеличена мощность процессора и объём оперативной памяти, исчез GBA-слот, появились 2 камеры по 0,3 Мпк, 256 МБ внутренней флеш-памяти и SDHC-слот. Кроме того, появились встроенные приложения, в том числе редактор фотографий, позволяющий накладывать различные эффекты, интернет-браузер, магазин приложений DSi Shop и др.
В ноябре 2009 вышла последняя версия консоли — Nintendo DSi XL, она имеет большие габариты, чем оригинальная DSi, оснащена экранами большего размера с более широкими углами обзора, увеличенным временем автономной работы по сравнению с оригинальной DSi.
Все вместе взятые модели Nintendo DS разошлись тиражом 154,02 миллиона единиц, что делает её самой продаваемой консолью от Nintendo, самой продаваемой портативной игровой консолью и второй по продажам игровой консолью всех времён, всего примерно на миллион единиц уступая PlayStation 2 от Sony.

## Технические характеристики
- Процессор: ARM946E-S — 67 Мгц, сопроцессор ARM7TDMI — 33 МГц.
- Память: 4 МБ, 656 КБ видео памяти, 512 КБ памяти для текстур.
- Экран: два отдельных ЖК-дисплея, диагональ 77 мм (3 дюйма), разрешение 256х192 пикселей, до 260 тысяч цветов. Расстояние между экранами — примерно 21 мм, что эквивалентно 92 «скрытым» строкам.
- Видеосистема: Поддержка 2D и 3D (T&L, преобразование координат текстур, маппинг текстур, альфа-смешивание, сглаживание, цел-шейдинг и Z-буферизация), теоретически позволяет отрисовывать 120 000 полигонов в сек (однако имеется ограничение на отрисовку 6144 вершин или 2048 треугольников за один кадр).
- Звук: Стерео, 16-канальный ADPCM/PCM.
- Накопители: первый слот для собственных картриджей Nintendo DS (ёмкость 8—512 Мбайт), второй слот для картриджей Nintendo Game Boy Advance.
- Связь: IEEE 802.11 (Wi-Fi), для соединения используется собственный формат Nintendo. Радиус локальной сети от 10 до 30 метров в зависимости от условий.
- Управление: сенсорный экран, встроенный микрофон, A/B/X/Y кнопки, D-Pad, шифты L/R, кнопки Start и Select.
- Время работы: 6—10 часов.
- Вес: 275 грамм.
- Размеры: 148,7 × 84,7 × 28,9 мм.

Особенности: два экрана (нижний сенсорный); микрофон; стилус; совместимость с Game Boy Advance (игровыми консолями Game Boy Advance, Game Boy Advance SP и Game Boy Micro); встроенное программное обеспечение PictoChat, позволяющее осуществлять обмен сообщениями 16 консолям в одной из 4 чат-комнат; часы; календарь; будильник; калибровка сенсорного экрана.
Язык операционной системы — английский. Язык игр зависит от используемого картриджа, возможны варианты: английский, японский, испанский, французский, немецкий, итальянский, корейский, русский (единичные экземпляры изданий).
Цвет корпуса: серебристый, белый, чёрный, голубой, розовый, красный, синий.

## Карта памяти
Nintendo DS Game Card — ROM-носитель информации для портативной консоли Nintendo DS, на котором могут быть записаны игры или приложения. По внутреннему строению напоминают предшественников — картриджи для Game Boy Advance. Внутри расположена плата с ПЗУ. С момента выпуска DS (2004 год) Nintendo постоянно использует этот носитель информации и для последующих поколений этой системы (DS Lite, DSi, DSi XL/LL, а также нового поколения 3DS и Switch). Главное отличие картриджей для данных систем — ёмкость; у картриджей Nintendo DS ёмкость 8—512 Мбайт, у картриджей Nintendo 3DS 128 Мбайт — 8 Гбайт, у картриджей Nintendo Switch 1—32 Гбайт.
Также такие картриджи выпускают сторонние производители для записи собственных программ либо копирования игр для Nintendo DS.

## Игры
Десять наиболее продаваемых игр для Nintendo DS:
- New Super Mario Bros.
- Nintendogs
- Mario Kart DS
- Brain Age: Train Your Brain in Minutes a Day!
- Pokémon Diamond / Pearl Version
- Pokémon Black / White Version
- Brain Age 2: More Training in Minutes a Day!
- Pokémon HeartGold / SoulSilver Version
- Animal Crossing: Wild World
- Super Mario 64 DS

## Программные эмуляции
- melonDS — эмулятор Nintendo DS, находящийся в разработке. Несмотря на это, он имеет большой набор функций консоли, в том числе эмуляция Nintendo DSi и игра по локальной сети Wi-Fi.
- DeSmuME — эмулятор с открытым исходным кодом, распространяющийся под лицензией GPL.
- NO$GBA — проприетарный эмулятор и отладчик для Windows.
- iDeaS
- VNDS — эмулятор консоли для Android, разработан для запуска визуальных новелл.
- DraStic — многофункциональный эмулятор консоли для Android. В магазине приложений Play Market является платным, в отличие от сборника эмуляторов Happy Chick который был убран из магазина приложений.
- iNDS — эмулятор консоли для iOS.